# Dalima obliquaria
Dalima obliquaria är en fjärilsart som beskrevs av John Henry Leech 1897. Dalima obliquaria ingår i släktet Dalima och familjen mätare. Inga underarter finns listade i Catalogue of Life.